# حكايات قصيرة من هوغوورتس عن القوة والسياسة والأشباح المزعجة
 حكايات قصيرة من هوغوورتس عن القوة والسياسة والأشباح المزعجة (بالإنجليزية: Short Stories from Hogwarts of Power, Politics and Pesky Poltergeists)‏ هو كتاب إلكتروني من تأليف جوان رولينغ، وأُصدر بعدة لغات في 6 سبتمبر 2016.

## المحتوى
يُقدم كتاب حكايات قصيرة من هوغوورتس عن القوة والسياسة والأشباح المزعجة لمحة عن الجانب المُظلم من عالم السحر، ويكشف عن الجذور القاسية لشخصية دلوريس أمبريدج، وتفاصيل وزراء السحر وتاريخ سجن أزكابان السحري. يتعمق الكتاب في السنوات الأولى لهوراس سلوغهورن كأستاذ للجرع في هوغوورتس وعلاقته مع توم مارفولو ريدل.

## تاريخ النشر
صدر هذا الكتاب بالتزامن مع الكُتب التالية:
- هوغوورتس: دليل غير مكتمل وغير موثوق
- حكايات قصيرة من هوغوورتس عن البطولة والمصاعب والهوايات الخطيرة